# Nicola Pavarini
Nicola Pavarini est un joueur italien de football né le 24 février 1974 à Brescia.

## Biographie
Jouant au FC Parme depuis l'année 2007, Nicola Pavarini y évolue au poste de gardien de but.